# دانيال وو
دانيال وو (بالإنجليزية: Daniel Wu)‏ يين وتشو (الصينية المبسطة: 吴彦祖؛ الصينية التقليدية: 吴彦祖، بينيين: وو Yànzǔ؛ jyutping: نج ين جوو) (ولد في 30 سبتمبر 1974) هو ممثل ومخرج أفلام أمريكي من أصل صيني.

## روابط خارجية
- دانيال وو على موقع IMDb (الإنجليزية)
- دانيال وو على موقع ألو سيني (الفرنسية)
- دانيال وو على موقع أول موفي (الإنجليزية)
- دانيال وو على موقع قاعدة بيانات الأفلام السويدية (السويدية)
- دانيال وو على موقع قاعدة بيانات الفيلم (الإنجليزية)
- دانيال وو على موقع كينوبويسك (الروسية)
- دانيال وو على موقع كينوبويسك (الروسية)